# Шевченко Ірина Семенівна
Ірина Семенівна Шевченко — український учений-лінгвіст. Доктор філологічних наук, професор. Академік АН ВШ України з 2009 року.

## Біографія
Народилася в Харкові.
Одержала спеціальність «філологія, англійська мова і література» у Харківському держуніверситеті ім. О. М. Горького. Викладала англійську мову в школах та вузах. Після закінчення аспірантури захистила кандидатську дисертацію «Сегментированные вопросы в современном английском языке (структурно-коммуникативный анализ)» в Одеському держуніверситеті ім. І. І. Мечникова (1988).
З 1989 р. працювала на кафедрі перекладу та англійської мови у Харківському національному університеті ім. В. Н. Каразіна на посадах старшого викладача, доцента (1994) та професора. У 1997 р. стажувалась як запрошений дослідник Мічиганського університету (США) за грантом IREX.
У 1999 р. захистила докторську дисертацію «Історична динаміка прагматичних властивостей англійського питального речення (16-20 ст.)» у Київському національному лінгвістичному університеті, одержала ступінь доктора наук. У 2002 р. присвоєно звання професора. З 2001 р. є завідувачем створеною нею кафедри ділової іноземної мови та перекладу в Харківському національному університеті ім. В. Н. Каразіна.

## Наукова діяльність
Наукові інтереси: теоретичне обґрунтування концепції історичної прагмалінгвістики, створення наукової школи когнітивної прагмалінгвістики і розробка теорії дискурсу в германістиці.
Автор понад 80 наукових праць, 3 монографій, 3 навчальних посібників, рекомендованих МОН України.
Під її науковим керівництвом захищено 10 кандидатських дисертацій та одна докторська дисертація.
З 1990-х років дотепер є головним редактором фахового наукового журналу «Вісник Харківського національного університету ім. В. Н. Каразіна» (серія Романо-германська філологія, Методика викладання іноземних мов). Керівник постійнодіючого наукового міжнародного семінару «Актуальні проблеми когнітивно-комунікативної лінгвістики та перекладознавства». Організувала 6 шкіл-семінарів та 2 наукові школи.
У 2000—2008 рр. — науковий керівник держбюджетних тем факультету іноземних мов ХНУ. У 2002—2006 рр. брала участь у розробці типової Програми МОН України з англійської мови для спеціальних цілей у вищій школі України.
З 2002 р. голова спеціалізованої вченої ради К 64.051.16 із захисту кандидатських дисертацій (германські мови, загальне мовознавство) у Харківському національному університеті. У 2002—2003 — член фахової ради з філології МОН України. У 2003—2008 — член експертної ради з гуманітарних і соціальних наук Державної акредитаційної комісії України. Член International Pragmatic Association, Українського товариства дослідження англійської мови, Міжнародної комунікативної асоціації.